# Army Wives (Fernsehserie)
Army Wives ist eine US-amerikanische Dramaserie, die zwischen dem 3. Juni 2007 und dem 9. Juni 2013 auf Lifetime ausgestrahlt wurde. Sie ist mit 117 Episoden in sieben Staffeln die am längsten ausgestrahlte Serie des Senders. Produziert wurde sie von ABC Studios. Die Serie handelt von vier Frauen und einem Mann, deren Ehepartner bei der Army sind.

## Handlung
Die Serie beginnt damit, dass Roxy beschließt, Trevor LeBlanc zu heiraten und mit ihren zwei Kindern auf den Armee-Stützpunkt zu ziehen. Dort muss sie sich anfangs jedoch erst in ihrem neuen Leben als Army Wife zurechtfinden und nimmt einen Job in der örtlichen Bar an. Im Laufe der Zeit lernt sie auf dem Stützpunkt Claudia Joy Holden und Pamela Moran, welche mit Zwillingen schwanger ist, kennen. Währenddessen versucht der Psychiater Roland Burton, wieder mit seiner Frau, die gerade aus Afghanistan zurückgekehrt ist, zusammenzukommen. Eine weitere Hausfrau im Bunde ist Denise Sherwood, welche mit der Wut ihres Sohnes Jeremy und der Strenge ihres Mannes Frank zurechtkommen muss.
Auf einer Teeparty von Claudia Joy setzten bei Pamela die Wehen ein. Sie bringt die Kinder in der Bar zur Welt, wo Roxy zu dieser Zeit arbeitet. Pamela ist eine Leihmutter. Sie und ihr Mann haben aber Probleme, da sie finanziell nicht so gut dastehen. Allerdings merkt sie bald, dass sie sich auch in schwierigen Situationen auf ihre neuen Freunde verlassen kann. Nach Ende der ersten Staffel sind alle Vier und Roland enge Freunde geworden.

## Besetzung

### Hauptbesetzung
| Rolle                        | Schauspieler        | Bild              | Hauptrolle (Staffel) | Nebenrolle (Staffel) |
| ---------------------------- | ------------------- | ----------------- | -------------------- | -------------------- |
| Roxanne „Roxy“ Marie LeBlanc | Sally Pressman      | Sally Pressman    | 1–6                  | 7                    |
| Claudia Joy Holden           | Kim Delaney         | Kim Delaney       | 1–6                  |                      |
| Denise Sherwood              | Catherine Bell      | Catherine Bell    | 1–7                  |                      |
| Pamela Moran                 | Brigid Brannagh     | Bridgid Brannagh  | 1–5                  | 6–7                  |
| Joan Burton                  | Wendy Davis         | Wendy Davis       | 1–7                  |                      |
| Michael James Holden         | Brian McNamara      |                   | 1–7                  |                      |
| Dr. Roland Burton            | Sterling K. Brown   | Sterling K. Brown | 1–6                  | 7                    |
| Trevor LeBlanc               | Drew Fuller         |                   | 1–6                  | 7                    |
| Emmalin Jane Holden          | Katelyn Pippy       |                   | 2–4                  | 5–7                  |
| Frank Sherwood               | Terry Serpico       | Terry Serpico     | 3–6                  | 1–2, 7               |
| Tanya Gabriel                | Erin Krakow         |                   | 6                    | 4–5                  |
| Jackie Clarke                | Kelli Williams      |                   | 6–7                  |                      |
| Gloria Cruz                  | Alyssa Diaz         |                   | 6–7                  |                      |
| Hector Cruz                  | Joseph Julian Soria |                   | 6–7                  |                      |
| Maggie Hall                  | Torrey DeVitto      | Torrey DeVitto    | 7                    |                      |
| Latasha Montclair            | Ashanti             | Ashanti           | 7                    |                      |
| Holly Truman                 | Elle McLemore       |                   | 7                    |                      |
| Katherine „Kat“ Young        | Brooke Shields      | Brooke Shields    | 7                    |                      |

### Nebenbesetzung
| Rolle                          | Schauspieler      | Nebenrolle (Staffel) | Gastrolle (Staffel) |
| ------------------------------ | ----------------- | -------------------- | ------------------- |
| Chase Morgan                   | Jeremy Davidson   | 1–5                  | 6                   |
| Jeremy Sherwood                | Richard Bryant    | 1–5                  | 6                   |
| Finn LeBlanc                   | John White Jr.    | 1–7                  |                     |
| Toby Jack „T.J.“ LeBlanc       | Luke Bartelme     | 1–4                  |                     |
| Toby Jack „T.J.“ LeBlanc       | Connor Christie   | 5–7                  |                     |
| Lucas Moran                    | Jake Johnson      | 1–5                  |                     |
| Katherine „Katie“ Eileen Moran | Chloe J. Taylor   | 1–5                  |                     |
| Martha Brooks                  | Gigi Rice         | 1–2                  | 6                   |
| Lenore Baker Ludwig            | Rhoda Griffis     | 1–4                  |                     |
| Amanda Joy Holden              | Kim Allen         | 1                    | 2                   |
| Emmalin Holden                 | Caroline Pires    | 1                    |                     |
| Evan Connor                    | Matthew Glave     | 2–3                  |                     |
| Jennifer Connor                | Mayte Garcia      | 2–3                  |                     |
| Logan Atwater                  | Paul Wesley       | 2–3                  |                     |
| Terrence Price                 | Clifton Powell    | 3–4                  |                     |
| Bryce Ogden                    | Jeff Rose         | 3–5                  |                     |
| Chief                          | Tim Parati        | 3–7                  |                     |
| Grant Chandler                 | Harry Hamlin      | 4–5                  |                     |
| Clayton Boone                  | Lee Tergesen      | 4–5                  |                     |
| Kevin Clarke                   | Robert John Burke | 6                    |                     |
| Nicole Galassini               | Kellie Martin     | 6                    |                     |
| Audrey Whitaker                | Susan Lucci       | 6                    |                     |
| Tim Truman                     | Jesse McCartney   | 7                    |                     |
| Lt. Patrick Clarke             | Brant Daugherty   | 7                    |                     |

## Konzept
Die Serie basiert auf dem Buch Under the Saber: The Unwritten Code of Army Wives, welches von Tanya Biank geschrieben wurde. Das Konzept zur Serie produzierte Katherine Fugate. Katherine Fugate legte ihre Idee der Mark Gordon Company vor, wo man es zuerst an einen Film anpassen wollte, sich jedoch später für eine Serie entschied.
Einige Charaktere der Serie basieren auf Figuren des Buches. Jedoch sind zwischen der Serie und dem Buch erhebliche Unterschiede zu finden. So verliert Claudia Joy Holden zum Beispiel im Buch ihren Mann durch einen Hubschrauberabsturz. In der Serie stirbt Claudia Joy allerdings in der ersten Folge der siebten Staffel, ihr Mann jedoch nicht.

## Ausstrahlung und Produktion

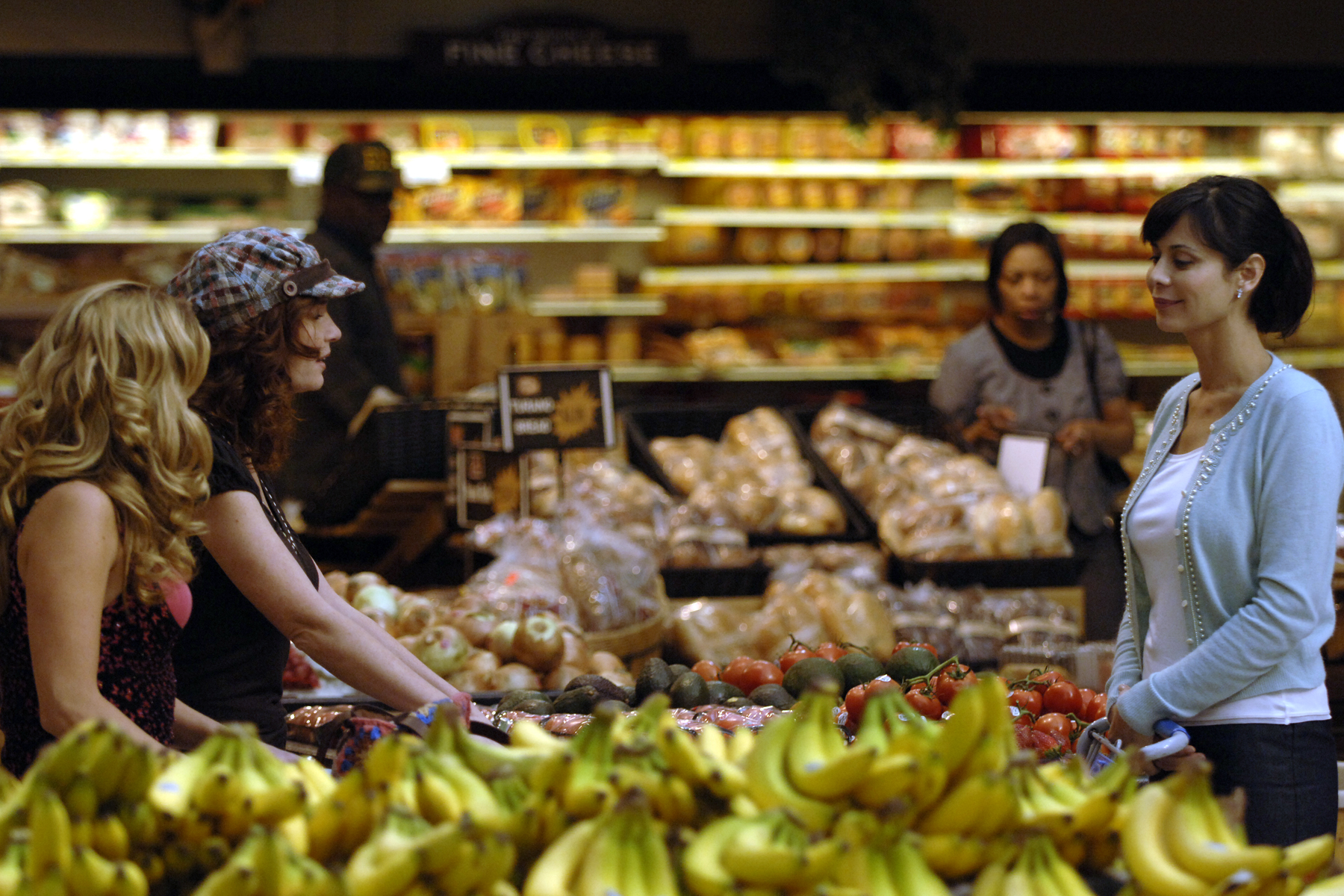
Szene einer Army Wives Folge

Army Wives wird von der Mark Gordon Company in Zusammenarbeit mit ABC Studios produziert. Im Dezember 2006 wurde bekannt, dass Samantha Corbin-Miller die ausführende Produzentin wird. Im März 2007 wurde jedoch bekannt, dass nicht Corbin-Miller, sondern Jeff Melvoin die Produktion leiten werde.
Die erste Staffel wurde vom 3. Juni bis zum 26. August ausgestrahlt. Die 19 Episoden der zweiten Staffel wurden von 8. Juni bis zum 2. November 2008 gesendet. Vom 7. Juni bis zum 11. Oktober 2009 wurde die dritte Staffel ausgestrahlt. Am 25. Februar 2009 wurde die Serie, noch vor Ausstrahlung der dritten Staffel, um eine vierte Staffel in Form von 18 Episoden verlängert. Die Ausstrahlung der vierten Staffel begann am 11. April und endete am 22. August 2010. Eine fünfte Staffel wurde von Lifetime im September 2010 bestellt. Diese wurde zwischen dem 6. März und dem 12. Juni 2011 ausgestrahlt. Am 3. Mai 2011 wurde von Lifetime auf Grund der guten Einschaltquoten eine sechste Staffel bestehend aus 13 Episoden bestellt, welche im Dezember desselben Jahres nochmals um zehn Episoden aufgestockt wurde, wodurch die sechste Staffel insgesamt auf 23 Episoden kommt. Die Episoden der Staffel wurden zwischen dem 4. März und dem 9. September 2012 ausgestrahlt.
Im September 2012 wurde die Serie um eine siebte Staffel verlängert. Gleichzeitig wurde jedoch bekannt, dass Kim Delaney die Serie verlassen hat. Ihre Figur der Claudia Joy Holden starb als Konsequenz ihres Ausstiegs den Serientod. Die siebte Staffel wurde zwischen dem 10. März und dem 9. Juni 2013 ausgestrahlt.
Im September 2013 gab Lifetime die Einstellung der Serie bekannt. Um die Serie zu einem runden Abschluss zu bringen, wurde am 16. März 2014 ein zweistündiges Special gesendet.

## Spin-off
Im September 2009 startete Lifetime eine Umfrage, zu welcher Figur es ein Spin-off geben sollte. Die ausgewählte Figur war Pamela Moran, welche von Brigid Brannagh verkörpert wurde. Deadline.com berichtete, dass eine Episode der vierten Staffel als Backdoor-Pilot dienen würde. Diese Episode wurde am 15. August 2010 gesendet. Das Projekt wurde jedoch im September 2010 von Lifetime wieder fallengelassen.

## Auszeichnungen

### Gewonnen

#### ASCAP
- 2008: Top Television Serie: Marc Fantini, Steffan Fantini, Scott Gordon
- 2009: Top Television Serie: Marc Fantini, Steffan Fantini, Scott Gordon
- 2010: Top Television Serie: Marc Fantini, Steffan Fantini, Scott Gordon
- 2011: Top Television Serie: Marc Fantini, Steffan Fantini, Scott Gordon
- 2012: Top Television Serie: Marc Fantini, Steffan Fantini, Scott Gordon

#### Gracie Awards
- 2008: Outstanding Drama

### Nominiert

#### NAACP Image Award
- 2008: Outstanding Actress in a Drama Series: Wendy Davis
- 2009: Outstanding Actress in a Drama Series: Wendy Davis
- 2011: Outstanding Actress in a Drama Series: Wendy Davis

#### PRISM Awards
- 2008: Mental Health Depiction Award
- 2008: Performance in a Drama Series Multi-Episode Storyline: Wendy Davis

#### NAMIC Vision Awards
- 2012: Best Drama